# Falmer Stadium
Le Falmer Stadium, officiellement appelé American Express Community Stadium pour des raisons de parrainage ou également surnommé The AMEX, est un stade de football en banlieue de Brighton et Hove au Royaume-Uni.
Il est le stade de l'équipe de Brighton & Hove Albion qui l'utilise à partir de la saison 2011-2012.
Ce stade, dont le coût de construction est estimé à environ 105 millions de livres, a une capacité d'environ 30 750 places.

## Histoire
Ce stade ayant ouvert en juillet 2011, c'est en 2015 l'un des plus récents à accueillir un match de rugby. D'un coût estimé en 2015 à 93 millions de livres sterling, il se veut l'un des plus modernes du monde à son ouverture.

### Coupe du monde de rugby à XV 2015
Le stade est retenu parmi les douze autres enceintes pour accueillir des rencontres de la Coupe du monde de rugby à XV 2015.
Il accueille notamment le match entre l'Afrique du Sud et le Japon, remporté par ces derniers, qui marquera l'histoire de la coupe du monde de rugby à XV. 
| Poule B | Afrique du Sud | 32 - 34 | Japon      |
| Poule B | Samoa          | 25 - 16 | États-Unis |

## Caractéristiques du stade
Le stade a une capacité de 30 750 places assises et fait notamment presque le plein pour son premier match de la  coupe du monde de rugby 2015 avec 29 290 spectateurs.
En raison de la proximité du stade de la mer, des faucons sont régulièrement amenés au stade afin d'empêcher la nidification des mouettes et des pigeons.